# گرگان، شهرستان فضولی
گُرگان (به لاتین: Qorqan) یک منطقهٔ مسکونی در جمهوری آرتساخ است که در استان هادروت واقع شده‌است.